# Chickka-Shellikeri, Bagalkot
Chickka-Shellikeri là một làng thuộc tehsil Bagalkot, huyện Bagalkot, bang Karnataka, Ấn Độ.